# Vilhelm Jernarm
Vilhelm Jernarm (født før 1010, død 1046) var en normannisk ridder og eventyrer, der lagde grunden til Hauteville-slægtens magt i Syditalien. Han var en af Tancred af Hautevilles 12 sønner, og han tog til Italien omkring 1035 sammen med sin yngre bror Drogo, på opfordring af andre normanner, samlet omkring Rainulf Drengot, der var blevet greve af Aversa i 1030.

## Kriger i Syditalien
Lige som de øvrige nyankomne riddere stillede Vilhelm sig til tjeneste som lejesoldat for områdets forskellige herskere. I 1038 følte den byzantinske kejser sig stærk nok til at forsøge at generobre Sicilien fra araberne, og Vilhelm og Drogo var blandt de omkring 500 normanniske riddere, der blev hvervet til invasionshæren. Det var under kampene på Sicilien, at han fik sit tilnavn "Jernarm", da han egenhændigt dræbte den arabiske emir af Syrakus under belejringen af byen. I 1040 begyndte krigen at gå skævt. Invasionshæren havde gjort flere erobringer, men pengene var ved at slippe op, og det gav interne stridigheder. Normannernes talsmand var en lombardisk lejesoldat, Ardouin, der kunne tale græsk. Den byzantinske general Maniakes nægtede at udlevere bytte fra et slag til Ardouin, og lod ham i stedet piske. Det blev for meget for normannerne. De rejste tilbage til fastlandet sammen med de lombardiske lejetropper. En gruppe skandinaviske væringer, der ligeledes havde deltaget i krigen, drog også hjem, og i 1041 blev general Maniakes kaldt tilbage til Konstantinopel, hvorefter felttoget blev opgivet.
Tilbage på fastlandet var der i 1040 udbrudt endnu en af de jævnlige lombardiske opstande i Apulien, denne gang ledet af Argyrus, søn af den gamle oprører Melus af Bari. Oprørerne dræbte den byzantinske catapan (guvernør/vicekonge) og besatte flere større byer i området. En ny catapan kom til, og han fik forstærkninger i form af tropper fra hæren på Sicilien. Han udnævnte Ardouin til statholder i byen Melfi, men Ardouin sluttede sig snart efter til oprørene og i 1041 gik han i gang med at hyre normanniske riddere. De fleste af normannerne var i tjeneste hos fyrst Guaimar af Salerno, og han gik med til at fritstille dem. Omkring 300 riddere blev hvervet, og aftalen var, at udbyttet af oprøret skulle deles mellem lombarderne og de 12 ledere, der også talte Vilhelm og Drogo. Den 17. marts 1041 tørnede de sammen med den byzantinske hær i slaget ved Olivento-floden. Der var gået 23 år siden de to parter sidst mødtes i slaget ved Cannae. Igen var normannerne og lombarderne i undertal, men denne gang vandt de. Catapanen udrustede straks en ny hær, og i maj udkæmpedes slaget ved Montemaggiore. Vilhelm var blevet valgt som leder af den normanniske del af hæren, og i spidsen for ridderne sikrede han oprørerne, der igen var i undertal, en knusende sejr. Så udnævnte den byzantinske kejser en ny catapan, Boioannes, søn af den Boioannes, der havde slået normannerne ved Cannae. I september 1041 kæmpede hans hær mod oprørerne ved Montepeloso (det nuværende Irsina), og igen blev slaget afgjort af de normanniske riddere under Vilhelms ledelse. Boioannes blev taget til fange og byzantinerne måtte betale en løsesum for at få ham frigivet.

## Greve af Apulien
I sommeren 1041 var Ardouin forsvundet ud af billedet, og ved Montepeloso blev oprørshæren ledet af Atenulf, der tilhørte den lombardiske fyrstefamilie i Benevento. Atenulfs lederskab holdt ikke. Han stak løsesummen for Boioannes i sin egen lomme, og blev derfor smidt ud af hæren og afløst af Argyrus, der havde startet oprøret. Byzantinerne vovede ikke længere at møde normannerne på slagmarken og gik i stedet i gang med et politisk spil. Argyrus blev bestukket til at skifte side, han blev den nye catapan, og oprøret (og dermed normannernes levebrød) truede med at bryde sammen. I den situation mødtes de normanniske ledere i Matera i efteråret 1042. De valgte at føre oprøret videre – nu som et rent normannisk erobringsprojekt – og som deres leder valgte de Vilhelm Jernarm. De udnævnte ham til greve af Apulien, en noget prætentiøs titel i betragtning af, at de kun regerede over en lille del af landet. I foråret 1043 mødtes de 12 normanniske ledere i Melfi, der var den vigtigste by i det normanniske Apulien, og delte Apulien mellem sig. Der var nogle få reelle grevskaber, og ellers et antal grevskaber og baronier, de selv måtte ud at erobre, altså "på forventet efterbevilling". Den typiske fremgangsmåde var at bygge en borg i det område, man ønskede at kontrollere, og det var dermed normannerne, der indførte borgbygning som en integreret del af styreformen i Syditalien.
Vilhelm tog del i de fortsatte erobringer. Han blev gift med Guida, datter af den lombardiske hertug Guy af Sorrento. Sammen med sin nye lombardiske familie indledte han et felttog til Calabrien i 1044. Felttoget måtte dog afbrydes på grund af ufred i de lombardiske fyrsters hjemlande, og i stedet udkæmpede Vilhelm et par mindre slag mod Argyrus' byzantinske tropper. I 1046 døde han, og der blev en del uro omkring titlen som greve, indtil normannerne valgte hans bror, Drogo.

## Eksterne links
- History of the Norman World Arkiveret 9. januar 2006 hos  Wayback Machine.
- Leeds Medieval History Texts in Translation. Arkiveret 31. august 2011 hos  Wayback Machine

| Efterfulgte: ingen | Grever af Apulien og Calabrien 1042 – 1046 | Efterfulgtes af: Drogo |